# Орауші
Ора́уші (рос. Орауши, чув. Уравăш) — село у складі Вурнарського району Чувашії, Росія. Входить до складу Хірпосинського сільського поселення.
Населення — 527 осіб (2010; 632 у 2002).
Національний склад:
- чуваші — 99 %